# Loi organique
Une loi organique est une loi relative à l'organisation des pouvoirs administratifs (fonctions législative, juridictionnelle, gouvernementale et administrative).
La constitution peut être considérée comme un type particulier de loi organique. Certains pays ont toutefois une définition plus spécifique des lois organiques.

## En Afrique
La notion de loi organique existe dans des pays d'Afrique membres de la Francophonie comme au Bénin, au Burkina Faso, en République centrafricaine, en République démocratique du Congo, aux Comores, à Djibouti, au Gabon, en Guinée, en Guinée équatoriale, à Madagascar, au Mali, au Maroc, en Mauritanie, au Niger, au Rwanda, au Sénégal, au Tchad, au Togo, en Tunisie.
Elle existe également en Algérie, qui n'est pas membre de la Francophonie.

## Aux États-Unis
Les lois organiques (organic laws) des États-Unis sont incluses dans le Code des États-Unis. Ces documents comprennent la Déclaration d'indépendance, les Articles de la Confédération, l'Ordonnance du Nord-Ouest et la Constitution. Ils sont la toute première partie du code des États-Unis, où sont rassemblées les lois fédérales américaines.

## En France
En France, une loi organique est une loi complétant la Constitution afin de préciser l'organisation des pouvoirs publics.
Une loi organique est, dans la hiérarchie des normes, placée en dessous de la Constitution mais au-dessus des lois ordinaires.
La Constitution n'indique pas avec précision les domaines sur lesquels peuvent porter les lois organiques, qui sont définies simplement comme les « lois auxquelles la Constitution confère le caractère de lois organiques ». Elle donne toutefois à ces lois un mode d'adoption et de modification qui les distingue sur quatre points des lois ordinaires (article 46 de la Constitution) :
- le texte n'est soumis à l'examen de la première assemblée saisie qu'au moins six semaines après son dépôt sauf si la procédure accélérée est utilisée ;
- l'Assemblée nationale ne peut avoir le dernier mot qu'à la majorité absolue de ses membres alors que la majorité relative est suffisante pour les lois ordinaires ;
- l'accord du Sénat est nécessaire pour l'adoption des lois organiques qui lui sont relatives ;
- le contrôle de la conformité de la loi à la Constitution par le Conseil constitutionnel est obligatoire.

La Constitution prévoit actuellement (en 2009) une trentaine de lois organiques. Plusieurs d'entre elles concernent le statut constitutionnel particulier des collectivités d'outre-mer.
Les lois organiques autorisent une rédaction « à trous » de la Constitution qui contribue à sa pérennité. En effet, lorsqu'une disposition constitutionnelle est de nature à changer avec le temps, une loi organique est ainsi prévue pour déléguer au Parlement le pouvoir de la modifier. En ce sens, une loi organique est à la Constitution ce qu'un décret d'application est à une loi.

## Autres pays européens
- La Moldavie et la Roumanie ont des constitutions qui renvoient à des lois organiques[1].
- La constitution de l'Espagne mentionne dans une trentaine d'articles une loi organique.
- La Lettonie avait, entre 1991 et 1998, une loi organique (en letton : Konstitucionālais likums), qui réglait les droits de l'homme (« Cilvēka un pilsoņa tiesības un pienākumi »). Aujourd'hui, ceux-ci sont inclus dans la constitution. La théorie du droit constitutionnel ne connait pas de loi organique existante.
- La constitution hongroise de 2012 mentionne plusieurs dizaines de domaines qui doivent être régulés par des lois organiques, adoptées à la majorité des deux tiers.